# 27 décembre 1987
Le dimanche 27 décembre 1987 est le 361e jour de l'année 1987.

## Naissances
- Adrien Prat-Marty (mort le 25 août 2012), joueur de rugby à XV français
- Kelly Ickmans, joueuse de football belge
- Rowena Webster, joueuse australienne de water-polo
- Morgane Cabot, actrice et chanteuse française
- Elle Logan, rameuse américaine

## Décès
- Priscilla Dean (née le 25 novembre 1896), actrice américaine
- Josef Grohé (né le 6 novembre 1902), homme politique allemand
- Friedrich Feld (né le 5 décembre 1902), journaliste, traducteur et auteur autrichien
- Stepan Popel (né le 15 août 1909), champion d'échecs
- Irène Zurkinden (née le 11 décembre 1909), peintre suisse
- Robert Wetzel (né le 12 février 1910), homme politique français
- Anthony West (né le 4 août 1914), écrivain anglais
- Francis Marroux (né en 1915), officier de gendarmerie et résistant français
- John Astor (né le 26 septembre 1923), homme politique britannique